# M/S Ulrika
M/S Ulrika, färja 308, är en av Trafikverket Färjerederiets färjor. M/S Ulrika byggdes på Åsiverken i Åmål och levererades 1979 för att sättas in som M/S Svea på leden mellan Skenäs och Säter. Hon byggdes om 2003 på Oskarshamns varv och sattes därefter in på Nordöleden i Göteborgs norra skärgård. 